# 임채홍 (1936년)
임채홍(1936년 10월 7일~2017년 6월 1일)은 대한민국의 정치인이다. 제11대 국회의원을 지냈다.

## 역대 선거 결과
|  | 17.43% |

|  | 18.25% |

|  | 8.78% |

|  | 25.87% |

|  | 25.54% |

|  | 30.23% |

|  | 18.26% |

|  | 3.20% |